# Eloeophila aleator
Eloeophila aleator là một loài ruồi trong họ Limoniidae. Chúng phân bố ở miền Tân bắc.